# Развој светског рекорда на 1.500 метара у дворани за мушкарце
Светски рекорди у дисциплини трчања на 1.500 метара у мушкој конкуренцији, које ИААФ званично признаје, воде се од 1914. године. Први рекорди су мерени ручно (штоперицом).
ИААФ је до 31. 1. 2018. године ратификовала 5 светских рекорда у мушкој конкуренцији.

## Рекорди на 1.500 метара
Рекорди ратификовани од ИААФ-а
| Време   | Атлетичарка        | Земља            | Место                           | Датум             | Трајање                        |
| ------- | ------------------ | ---------------- | ------------------------------- | ----------------- | ------------------------------ |
| 4:01,6  | Вилијам Гордон     | Сједињене Државе | Њујорк, САД                     | 10. март 1914.    | 6 година и 20 дана             |
| 3:57,0  | Џој Реј            | Сједињене Државе | Њујорк, САД                     | 30. март 1920.    | 4 године, 9 месеци и 7 дана    |
| 3:56,2+ | Паво Нурми         | Финска           | Њујорк, САД                     | 6. јануар 1925.   | 1 месец и 15 дана              |
| 3:55,8  | Лојд Хан           | Сједињене Државе | Вашингтон, САД                  | 21. фебруар 1925. | 7 година и 6 дана              |
| 3:53,4  | Џин Вензке         | Сједињене Државе | Њујорк, САД                     | 27. фебруар 1932. | 1 година, 11 месеци и 28 дана  |
| 3:52,2  | Глен Канингем      | Сједињене Државе | Њујорк, САД                     | 24. фебруар 1934. | 11 месеци и 30 дана            |
| 3:52,2  | Бил Бонтрон        | Сједињене Државе | Њујорк, САД                     | 24. фебруар 1934. | 11 месеци и 30 дана            |
| 3:50,5  | Глен Канингем      | Сједињене Државе | Њујорк, САД                     | 23. фебруар 1935. | 11 месеци и 30 дана            |
| 3:49,9  | Џин Вензке         | Сједињене Државе | Њујорк, САД                     | 22. фебруар 1936. | 2 године и 4 дана              |
| 3:48,4  | Глен Канингем      | Сједињене Државе | Њујорк, САД                     | 26. фебруар 1938. | 16 година, 11 месеци и 10 дана |
| 3:48,3+ | Вес Санти          | Сједињене Државе | Њујорк, САД                     | 5. фебруар 1955.  | 5 година и 23 дана             |
| 3:44,6  | Зигфрид Херман     | Источна Немачка  | Источни Берлин, Источна Немачка | 28. фебруар 1960. | 1 година, 11 месеци и 13 дана  |
| 3:43,2+ | Џим Бити           | Сједињене Државе | Лос Анђелес, САД                | 10. фебруар 1962. | 3 године и 4 дана              |
| 3:42,2  | Јирген Меј         | Источна Немачка  | Источни Берлин, Источна Немачка | 14. фебруар 1965. | 7 дана                         |
| 3:42,0+ | Зигфрид Херман     | Источна Немачка  | Источни Берлин, Источна Немачка | 21. фебруар 1965. | 11 месеци и 30 дана            |
| 3:41,9+ | Јирген Меј         | Источна Немачка  | Источни Берлин, Источна Немачка | 20. фебруар 1966. | 7 дана                         |
| 3:41,7  | Јирген Меј         | Источна Немачка  | Источни Берлин, Источна Немачка | 27. фебруар 1966. | 0 дана                         |
| 3:40,7  | Мишел Жази         | Француска        | Лион, Француска                 | 27. фебруар 1966. | 4 године, 11 месеци и 17 дана  |
| 3:37,8  | Харалд Норпот      | Западна Немачка  | Западни Берлин, Западна Немачка | 13. фебруар 1971. | 7 година, 10 месеци и 24 дана  |
| 3:37,4  | Џон Вокер          | Нови Зеланд      | Лонг Бич, САД                   | 6. јануар 1979.   | 2 године, 1 месец и 14 дана    |
| 3:35,6+ | Eamonn Coghlan     | Нови Зеланд      | Сан Дијего, САД                 | 20. фебруар 1981. | 5 година и 9 дана              |
| 3:36,04 | Хосе Луис Гонзалез | Шпанија          | Овиједо, Шпанија                | 1. март 1986.     | 1 година, 11 месеци и 12 дана  |
| 3:35,4+ | Маркус О'Саливен   | Ирска            | Ист Радерфорд, САД              | 13. фебруар 1988. | 11 месеци и 28 дана            |
| 3:35,6+ | Маркус О'Саливен   | Ирска            | Ист Радерфорд, САД              | 10. фебруар 1989. | 1 година и 17 дана             |
| 3:34,20 | Питер Елиот        | Сједињене Државе | Севиља, Шпанија                 | 27. фебруар 1990. | 1 година и 1 дан               |
| 3:34,16 | Нуредин Мурсели    | Алжир            | Севиља, Шпанија                 | 28. фебруар 1991. | 5 година, 11 месеци и 5 дана   |
| 3:31,18 | Hicham El Guerrouj | Мароко           | Штутгарт, Немачка               | 2. фебруар 1997.  | 28 година и 117 дана           |

+ – време измерено као пролазно време у некој дужој дистанци